# Isaak Markus Jost

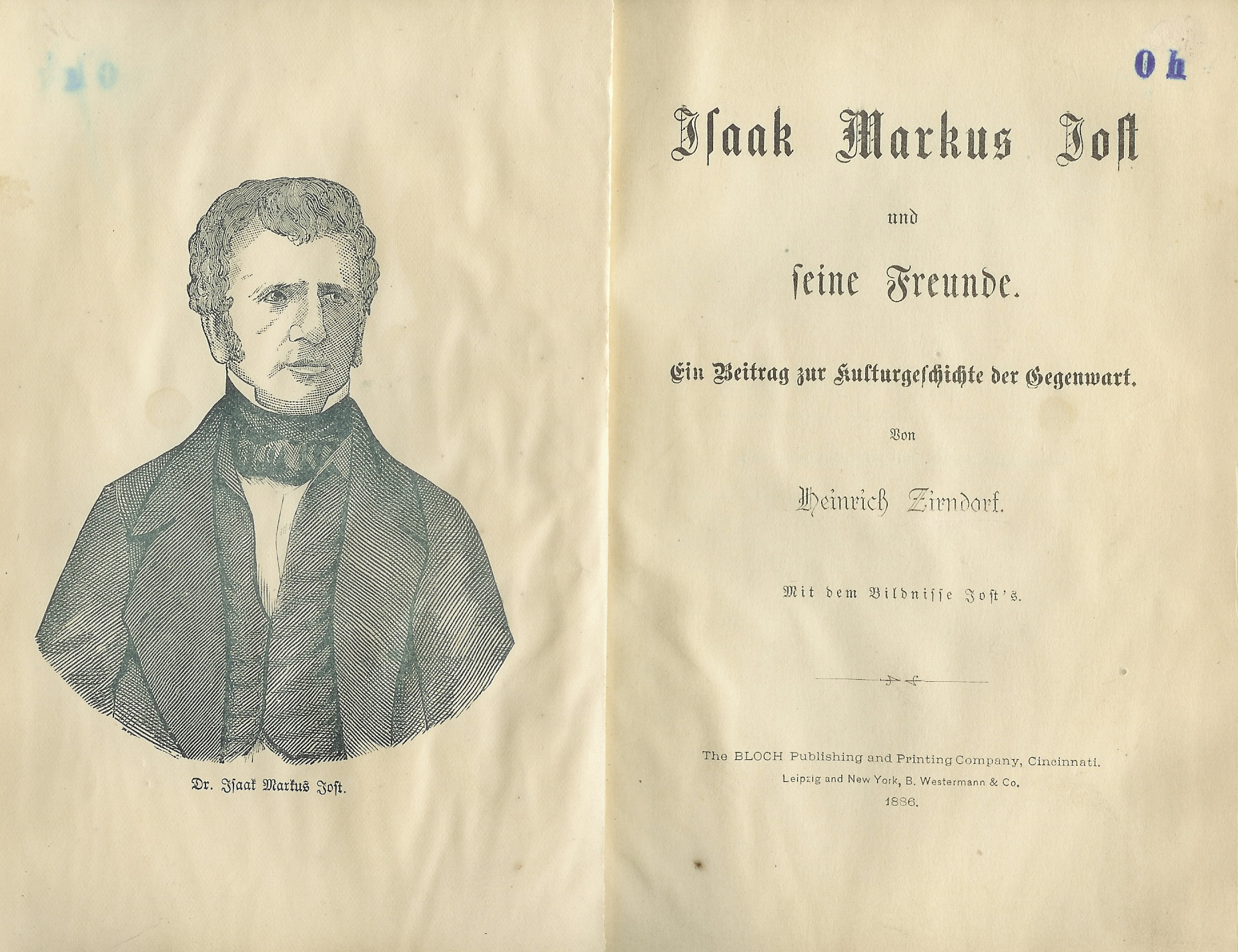
Titelbild der Jost-Biographie von Heinrich Zirndorf

Isaak Markus Jost (auch: Isaac Markus Jost; * 22. Februar 1793 in Bernburg / Saale; † 20. November 1860 in Frankfurt am Main) war ein deutscher Historiker.

## Lebensweg
Jost war Jude studierte in Göttingen und Berlin. 1824–1825 und 1831–1835 war er Vorstandsmitglied der jüdischen Gesellschaft der Freunde, der er seit 1817 angehörte. 1835 zog er aus Berlin nach Frankfurt am Main. Von 1835 bis 1860 unterrichtete Jost am Philanthropin in Frankfurt. 1837 wurde er zusammen mit Michael Hess (1782–1860) verantwortlicher Redakteur der Israelitischen Abteilung der Unparteiischen Universal-Kirchenzeitung für die Geistlichkeit und die gebildete Weltklasse des protestantischen, katholischen, und israelitischen Deutschland’s, die 1837 in Frankfurt von dem vom Protestantismus zum Katholizismus konvertierten Julius Hoeninghaus gegründet und zunächst von der preußischen Zensur verboten wurde und dann doch ein Jahr lang zweimal pro Woche erschien.  Zwischen 1839 und 1841 verlegte er die Israelitischen Annalen, eine wöchentlich erscheinende Zeitschrift, die sich mit der kritischen Erforschung der jüdischen Geschichte und Kultur befasste und hierzu Pionierarbeit leistete.
Als Jost sein neunbändiges Werk Geschichte der Israeliten seit der Zeit der Makkabäer bis auf unsere Tage in den 1820er Jahren verfasste, war die jüdische Geschichtsschreibung am Anfang ihrer Entwicklung. Etwa 100 Jahre zuvor hatte Jacques Basnage ebenfalls wichtige Werke in diesem Felde verfasst.
Jost gehörte mit Leopold Zunz und Heinrich Graetz zu den bekanntesten jüdischen Historikern des 19. Jahrhunderts.

## Freimaurerei
Am 12. Juni 1808 wurde unter dem Grand Orient de France die Freimaurerloge L’Aurore naissante („Zur aufgehenden Morgenröte“) in Frankfurt unter Beihilfe der Mainzer Loge Les amis réunis gegründet, die vor allem Juden aufnahm. Jost war dort neben Ludwig Börne, Berthold Auerbach, Michael Creizenach und Gabriel Riesser Mitglied.

## Werke (Auswahl)
- Geschichte der Israeliten seit der Zeit der Makkabäer bis auf unsere Tage. 9 Bände. 1820–1829
- Allgemeine Geschichte des israelitischen Volkes. 2 Bände. 1832
- Erklärendes Wörterbuch zu Shakspeare’s plays. 1830
- Zu dem Aufsatze des Herrn Dr. Geiger: Eine mittelalterliche jüdische Medaille. In: Zeitschrift der Deutschen Morgenländischen Gesellschaft, Band 13. 1859. S. 272–275 (Digitalisat).